# Chamberet
Chamberet ist eine französische Gemeinde mit 1422 Einwohnern (Stand 1. Januar 2022) im Département Département Corrèze in der Region Nouvelle-Aquitaine; sie gehört zum Arrondissement Tulle und zum Kanton Seilhac-Monédières. Seit 1989 besteht eine Gemeindepartnerschaft mit Schillingsfürst in Mittelfranken.

## Toponymie
Der Name der Ortschaft wird in der historischen Literatur, vor allem im Zusammenhang mit der dortigen Markgrafschaft, in zahlreichen leicht abweichenden Schreibweisen aufgeführt, so
Chambret, Chambaret, Chambré und andere. Der Name ist nicht mit der Baronie Chabenet zu verwechseln, die zeitweise demselben Adelsgeschlecht, den Pierre-Buffière, unterstand.

## Geschichte
In gallorömischen und merowingischen Zeiten, etwa im Jahr 670, wurden dort bereits Münzen geprägt; diese trugen den Namen Cambaris für die Münzstätte Chamberet. Der Name Chamberet wurde 930 erstmals erwähnt, anlässlich der Ankunft der Reliquien des Heiligen Saint Jean-Dulcet, was mit der Gründung der dortigen Pfarrgemeinde zusammenfiel. Um 1075 spendete ein Geraldus Lo Ros de Chambaret seinen ererbten Besitz in den Dörfern Vitrac und Vernoiol an den Abt Geraldo von Uzerche. Die Châtellenie Chamberet war lange ein Besitz der Herrn von Comborn-Treignac und wurde um 1590 zur Markgrafschaft erhoben.

## Wappen
Beschreibung: Vorn in Gold mit zwei laufenden roten Löwen (Comborn) und Schwarz mit goldenen Löwen (Pierre-Buffière) geteilt, hinten fünfmal in Silber mit je drei Hermelin und Rot geteilt (Boisse).

## Bevölkerungsentwicklung
| Jahr      | 1962 | 1968 | 1975 | 1982 | 1990 | 1999 | 2007 | 2016 |
| Einwohner | 1153 | 1413 | 1415 | 1470 | 1376 | 1304 | 1319 | 1367 |

## Sehenswürdigkeiten
- Kirche Saint-Dulcet (12. Jahrhundert)
- Schloss Chamberet (17. Jahrhundert)
- Kapelle Saint-Dulcet (18. Jahrhundert)
- Kapelle Saint-Nicolas (11. Jahrhundert, wiederaufgebaut 1827)